# Basile Rouillé de Fontaine
Basile Rouillé de Fontaine est un homme politique français né le 26 août 1773 à Paris et décédé le 8 novembre 1859 à Davenescourt (Somme).
Propriétaire, conseiller général, il est député de la Somme de 1820 à 1837, siégeant dans l'opposition sous la Restauration. Signataire de l'adresse des 221, il se rallie à la Monarchie de Juillet et devient pair de France de 1837 à 1848.

## Sources
- « Basile Rouillé de Fontaine », dans Adolphe Robert et Gaston Cougny, Dictionnaire des parlementaires français, Edgar Bourloton, 1889-1891 [détail de l’édition]